# Joseph Ignatz Peter

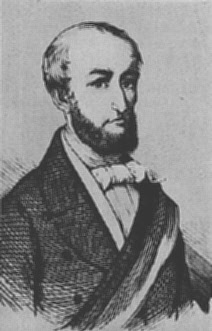
Joseph Ignatz Peter – Lithographie 1849

Joseph Ignatz Peter (* 15. Januar 1789 in Achern; † 19. September 1872 ebenda) war ein deutscher Politiker, badischer Beamter und Teilnehmer an der Badischen Revolution 1848/49. Im Juni 1849 war er kurzzeitig Justizminister der badischen Revolutionsregierung.

## Herkunft
Peter entstammte einer in Achern seit 1745 nachweisbaren weitverzweigten Familie. Sein Vater Franz Peter war Zuckerfabrikant und Bierbrauer. Joseph Ignatz Peters Cousin Franz Josef Peter war als Bürgermeister von Achern ebenfalls in die Ereignisse der Märzrevolution verstrickt.

## Leben
Nach Jura- und Geschichtsstudium in Freiburg im Breisgau, Heidelberg und Straßburg trat Peter 1812 in den badischen Staatsdienst ein. 1830 wurde er Ministerialrat im Innenministerium, 1833 Oberhofgerichtsrat in Mannheim, 1848 Regierungsdirektor in Konstanz. Im April 1848 wurde er aufgrund von Hochverrat suspendiert.
Peter gehörte bereits seit 1839 zum Hallgartenkreis um Johann Adam von Itzstein. 1841 wurde er erstmals in die Zweite Kammer der Badischen Ständeversammlung gewählt, er konnte sein parlamentarisches Amt jedoch erst 1845 wahrnehmen, da er vorher nicht aus dem Staatsdienst beurlaubt wurde (s. Ära Blittersdorf).
1847 nahm Peter an der Offenburger Versammlung teil.
Im April 1848 nahm er am ersten badischen Aufstand als Statthalter der revolutionären Republik im Seekreis teil. Nach dem Zusammenbruch des Aufstands floh Peter in die Schweiz. 1848 war er Mitglied des Vorparlaments. Von Mai 1848 bis Mai 1849 gehörte Peter der Frankfurter Nationalversammlung an und zählte dort zur radikalen Fraktion Donnersberg. An den beiden weiteren Aufständen in Baden nahm Peter ebenfalls teil, von Mai bis Juni 1849 leitete er das revolutionäre Justizministerium. Am 3. Juni 1849 wurde er in die verfassunggebende Versammlung gewählt.
1850 wurde er in Abwesenheit zu 20 Jahren Zuchthaus und einer Geldstrafe verurteilt, 1862 wurde Peter amnestiert.